# Teresa Macarulla i Mercadé
Teresa Macarulla i Mercadé   (Barcelona, 1974) és una metgessa oncòloga catalana. Està especialitzada en el tractament del càncer gastrointestinal i també n'és investigadora.
Llicenciada en Medicina i Cirurgia a la Universitat Autònoma de Barcelona, va especialitzar-se en medicina oncològica a l'Hospital de la Santa Creu i Sant Pau de Barcelona. És cap de la Unitat del Programa de Càncer Gastrointestinal del Servei d'Oncologia Mèdica de l'Hospital Universitari Vall d'Hebron de Barcelona i investigadora principal del Grup de Tumors Gastrointestinals i Endocrins del Vall d'Hebron Institut d'Oncologia (VHIO) que dirigeix Josep Tabernero.
L'any 2019, un estudi internacional en què va participar Macarulla va demostrar l'eficàcia d'un fàrmac, de nom olaparib, dirigit contra una mutació dels gens BRCA que causa tumors de pàncrees; aquest fàrmac, aplicat com a teràpia de manteniment després de la quimioteràpia, augmenta l'esperança de vida dels pacients afectats d'aquella mutació. Es tracta d'una teràpia personalitzada que utilitza biomarcadors i que permet, als pacients que tenen la mutació, descansar de la quimioteràpia. L'any 2021, el grup de recerca del qual és investigadora principal va publicar els resultats positius d'un estudi multicèntric en què es va tractar el càncer de pàncrees amb immunoteràpia, una estratègia a la qual anteriorment no responien aquest tipus de tumors. L'any 2022, el Grup de Tumors Gastrointestinals que lidera Macarulla va començar a provar una nova tecnologia que utilitza nanopartícules magnètiques per fer la quimioteràpia més accessible als tumors de pàncrees. Es tracta d'un estudi clínic internacional que és la fase final del projecte NoCanTher, dirigit a persones que pateixen càncer de pàncrees avançat, però sense haver fet metàstasi; les nanopartícules causen hipertèrmia i maten les cèl·lules tumorals.
Com a investigadora, els seus articles són molt citats, alguns d'ells amb centenars i fins i tot ultrapassant de llarg el miler de cites.